# Friedrich Miescher
Johannes Friedrich Miescher (13. kolovoza 1844. Basel - 26. kolovoza 1895. Davos) bio je švicarski liječnik i biolog, koji je najpoznatiji po tome što je izolira različite fosfatom bogate spojeve koje je nazvao "nuklein" iz staničnih jezgara leukocita 1869.g. u labaratoriju Felix Hoppe-Seyler na Sveučilištu u Tübingen, Njemačka, za koje se kasnije ustanovilo da se radilo o nukleinskim kiselinama. Njegova otkrića čiju je važnost 1871. uvidio i objavio Albrecht Kossel, utrlo je put otkrivanju DNK kao osnovne molekule nasljeđivanja. 